# 基督教中國佈道會
基督教中國佈道會，常簡稱中佈會（Evangelize China Fellowship，ECF），是一個基督教教派。其前身為計志文牧師在1925年組織的伯特利佈道團。1947年計志文牧師認定中國基督教須要自立、自主、自傳，遂於上海創辦基督教中國佈道會。
雖名為「中國」佈道會，但從1949年中國大陸政權轉移後至今，主要活動區域都在香港及台灣。

## 歷史

### 計志文牧師簡歷
計志文牧師是一名佈道家，生於有濃烈儒家背景的家庭。十二歲時父親病逝，他便成為孤兒。當時他立志學好英文，於是進入由宣教士主辦的伯特利中學就讀。

### 伯特利佈道團
計志文進入伯特利中學就讀後，受到基督教的薰陶，在1925年受浸，並創辦伯特利佈道團，在中國四處宣教，四出佈道。1932年計志文牧師領導的伯特利佈道團到香港佈道，成果頗豐，但他並沒有在香港成立教會。
1947年計牧師為中國信徒須要自立、自主、自傳，遂於上海創辦基督教中國佈道會(中佈會)，負責中國地區的佈道。

### 早期的中國佈道會
1948年計志文在上海成立孤兒院。
1949年計牧師應邀赴美國帶領信徒聚會，計師母因肺病前往香港休養。適逢中國大陸政權轉變，國民政府撤退至台灣，計牧師領會後往香港會合師母，將中國佈道會轉移至香港佈道。並租用九龍南角道29號2樓成立中國佈道會出版部，出版基督教的書籍及雜誌。

### 在香港的發展
1951年，因教會的長期需要，中佈會成立中國佈道會迦南堂，租用九龍彌敦道229號2樓為佈道會的會所及會堂，後遷往茂林街10號。主日崇拜仍借用快樂戲院，週日聚會則改在吳淞街152號3樓進行。
1956年獲信徒合力奉獻，購得洗衣街215號為堂址，正式定名為中國佈道會迦南堂，後來改稱九龍迦南堂。九龍迦南堂先後植堂，計有尖沙咀迦南堂、深水埔迦南堂、大埔迦南堂。
1960年年因欠缺文字同工，中國佈道會出版部瀕於結束邊緣。計牧師情商當時身處美國的中國佈道會副會長李啟榮牧師回港，主理社務。李牧師挽頹垣於既倒，更擴大規模，改名為中國佈道會聖道出版社。翌年，籌款購置社址，位於香港島北角英皇道983號2樓，出版事業踏上新里程。
1961年，李啟榮牧師伉儷牧養的萬善堂加入本會，遂定名為「基督教中國佈道會萬善堂」。 
1962年初，基督教中國佈道會向港英政府註冊為非牟利有限公司，發起人共六位，計為：吳永康，陳六琯，李啟榮，林景康，Joseph TAN，Inan DJEN及徐亨。
同年8月，徐亨博士等鑑於有不少迦南堂會友居住在香港島，當時過海交通不便，於是向中華基督教青年會租借德輔道中廿五號安樂園大廈12樓作會堂之用，因此成立中國佈道會香港迦南堂。因為增長迅速，於1966年購置灣仔軒尼詩道72號3字樓，作為堂址。
1963年夏開辦聖道學校。
1964年間，居於九龍尖沙咀區信徒們深感須有區內的聚會地方，把這需要告知計牧師。計牧師同意展開籌備，並差派沈保羅牧師去負責牧養。在信徒同心合力下，就租用柯士甸道102號至104號正安大廈成立聖道堂。該堂在油麻地區植堂，命名證道堂。
1965年，中佈會在牛頭角創立之聖道小學展開福音事工，於一九七一年二月二十一日成立教會。後因學校則例，不能作教會聚會之用，遂而購買九龍牛頭角174號二樓為堂址，改名為九龍萬善堂，並於1974年9月15日啟用。
1969年，九龍迦南堂（页面存档备份，存于）租用油麻地佐敦道16號三樓，成立分堂，命名為基督教中國佈道會尖沙咀迦南堂。
1978年時，聖道堂由於會友日益加增，需要更大地方，便購置同區金巴利道25號5樓全層，11月遷入。
1979年9月開始辦理牛頭角聖道學校，主要是特教功能。直到1993年8月取代原有的中國佈道會聖道學校。由於政府於2003年重建牛頭角下邨一區，該校於2001年8月遷往油塘位於油美苑及油翠苑之間的全新校舍，易名基督教中國佈道會聖道學校（页面存档备份，存于）。
1984年8月成立中國佈道會祥華堂，為香港北區居民提供服務。
1994年9月本會承辦一所幼稚園。名為基督教中國佈道會耀基幼稚園。
2001年底，中佈會於九龍慈雲山前慈安苑三期開辦一所幼稚園，以遷置原先位於牛頭角上邨的恩恩幼稚園。及後，該幼稚園正式冠名為「基督教中國佈道會恩恩創意幼稚園」，於2002年9月遷入。
2002年9月，九龍迦南堂（页面存档备份，存于）遷往新堂。
本會聖道教育機構於2003年9月將原有的「聖道書院」遷入觀塘新校舍，並轉為直資中學，命名為基督教中國佈道會聖道迦南書院；同時，此教會總辦事處亦一併遷入。
2003年9月13日本會會員年會後，於新舊董事聯席會議中，一致贊同於聖道迦南書院內拓殖新教會，名為基督教中國佈道會聖道迦南堂。
2004年8月，將軍澳萬善堂因未能在將軍澳區覓得合適地方辦教會，決定重新融入母堂九龍萬善堂，中佈會在香港維持16間堂會。

### 在台灣的發展
1949年，中國佈道會會長計志文牧師自上海差派沈保羅牧師來台設立教會，在台中認識了朱家仁長老。未久，因需要一固定聚會處所，而尋得一間位在日治時代新高町的日本教會聚會，即今太平路國語禮拜堂。
二年後信徒的人數大增，場地不敷使用。經當時台中市長楊基先弟兄之助，取得當時一片荒蕪台中公園東北角。在全體會友齊心努力下，在1952年建造完畢，並經中華民國總統蔣中正親題「思恩堂」三字，於四十一年二月十四日舉行獻堂禮拜，即今日之 台中思恩堂 （页面存档备份，存于）。